# Język faliskijski
Język faliskijski (zwany też faliskim) – język z podgrupy latynofaliskiej języków italskich, używany w starożytnej Italii na północ od Tybru do około 200 roku p.n.e., kiedy to został wyparty przez blisko z nim spokrewnioną łacinę. Językiem faliskijskim mówili Faliskowie, którzy następnie ulegli stopniowej asymilacji z Latynami.
Obecnie przetrwał głównie w formie krótkich inskrypcji na ceramice, np.:
Foied vino pipafo cra carefo (łac. hodie vinum bibabo [bibam] cras carebo) – dziś będę pił wino, jutro nie będę miał
Najstarsza znana inskrypcja w języku faliskijskim, została znaleziona w Falerii i datowana jest na początek VI w. p.n.e., zaczyna się następującą linijką:
Ceres far me[la]ton Louf[e]r ui[no]m p[a]rad (łac. Ceres far molitum, Liber vinum *pariat) – Ceres przynosi (miele) ziarno, Liber wino